# Tryater

Het logo van Tryater

Het Friese Tryater is het enige meertalige Theatergezelschap van Nederland en maakt daarmee deel uit van de 9 gezelschappen in de basisinfrastructuur (BIS). Het gezelschap staat onder leiding van artistiek directeur Tatiana Pratley en zakelijk directeur Valentijn Fit.
Tryater maakt zowel groot- als kleinschalig theater voor elke leeftijdsgroep en is met haar locatie- en reisvoorstellingen overal in Friesland zichtbaar. Zo speelt het gezelschap in eigen gebouw, schouwburgen, theaterzalen, dorpshuizen en scholen, maar ook op onverwachte locaties als ijsbanen, snackbars en fabrieken.
Met haar meertalige stukken zoekt Tryater zoveel mogelijk aansluiting bij de maatschappelijke en actuele ontwikkelingen in Friesland en daarbuiten. Dit zijn ruim 270 voorstellingen per jaar, voor zo’n 25.000 kinderen, jongeren en volwassenen.

## Geschiedenis

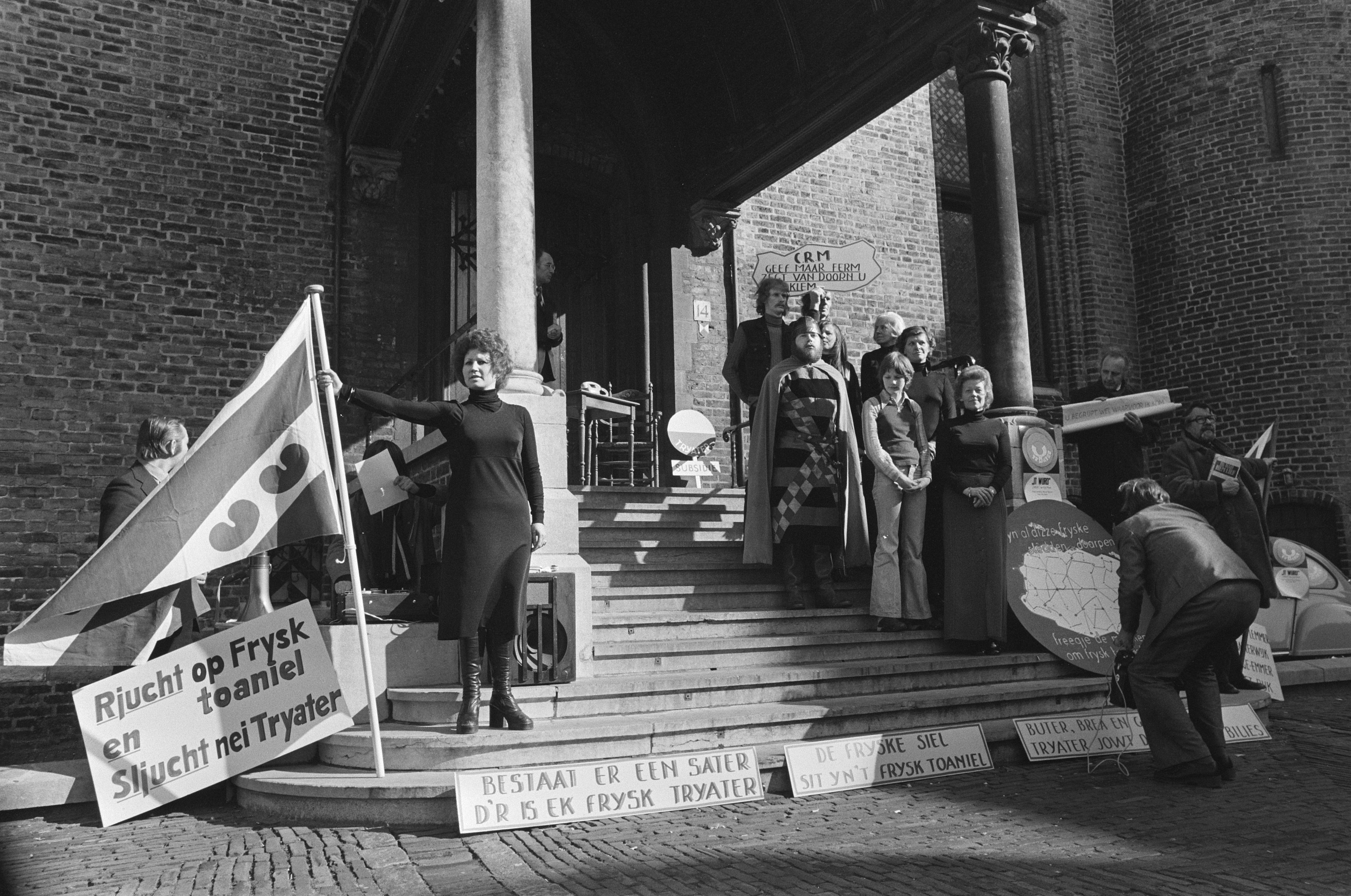
Actie van Tryater op het Binnenhof (1975)

De Frysk Nasjonael Boun zocht in 1963 een manier om de Nieuwjaarsbijeenkomst aantrekkelijker te maken. Anne Wadman had daarvoor een stuk van Sartre vertaald. 'In slet fan tsien dollar' werd onder professionele regie van Pyt van der Zee uitgevoerd en door een aantal betere amateurspelers op de planken gezet. Op dezelfde basis werd later nog een aantal stukken gespeeld en in 1965 werd de Fryske Toaniel Stifting opgericht. Deze naam werd in 1969 veranderd in Tryater.
De eerste artistiek leider, Cees Stam, werd in 1976 opgevolgd door Pyt van der Zee. Onder leiding van Pyt van der Zee groeide Tryater uit van productiekern tot volwaardig toneelgezelschap. In 1980 werd Thom van der Goot artistiek leider. Het aantal opvoeringen ging omhoog van zo’n 100 naar 250, het aantal producties van drie naar vijf per jaar. Het gezelschap bouwde een bestand op van 80 zalen waarin kon worden gespeeld, met een speelvlak van minstens zes bij vier meter. Toen in 1985 Tryater de rijkserkenning kreeg waarnaar ze 20 jaar lang had gestreefd, was het fundament van het huidige gezelschap gelegd.

## Locatie
Tryater vestigde zich pas in 2001 in het monumentale gebouw aan de Oostersingel in Leeuwarden. Dit pand uit 1883 werd voorheen gebruikt als school en droeg de naam de Vijverschool.

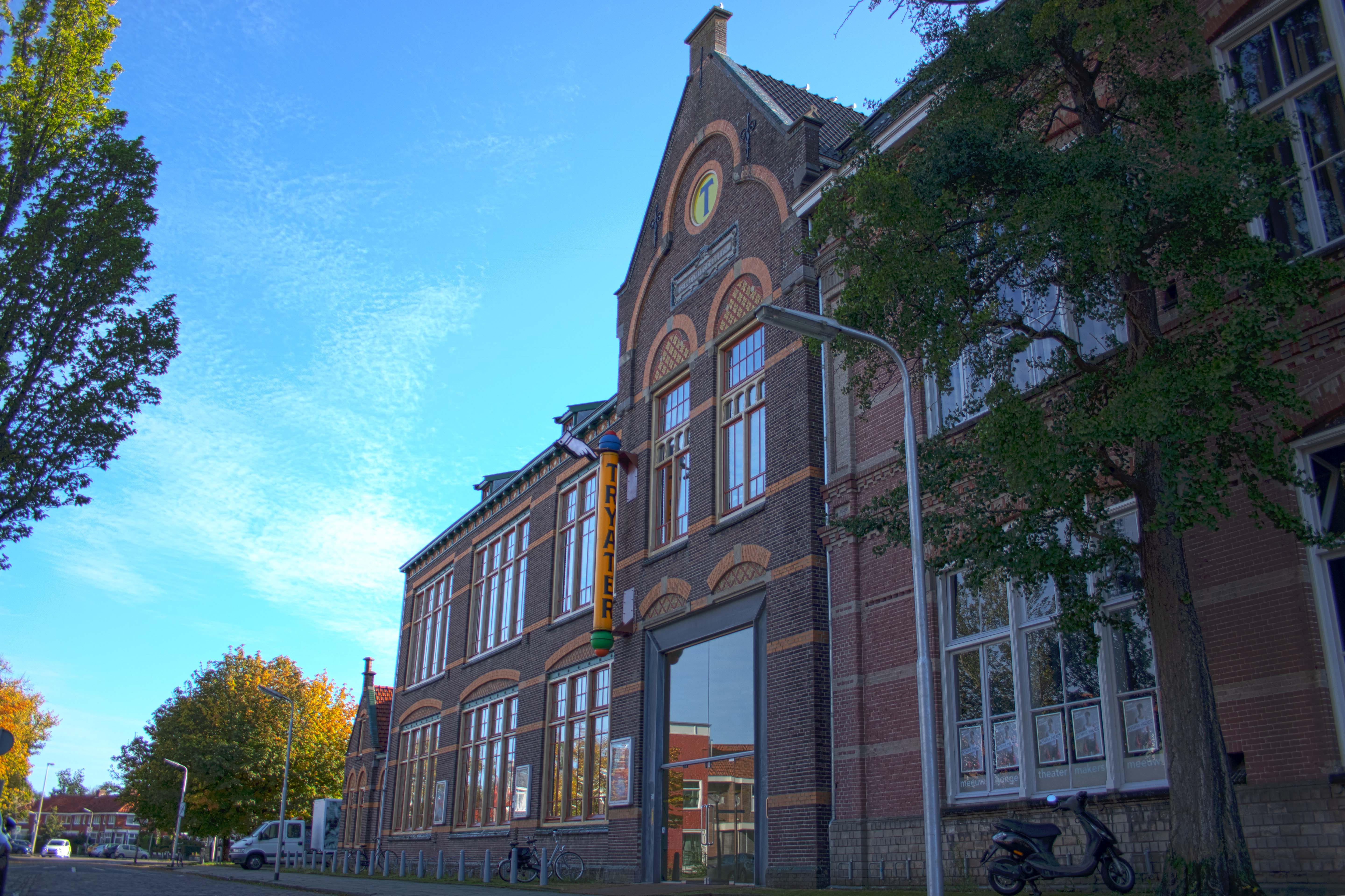
Gebouw van Tryater

Tijdens de verbouwing van 2001 kreeg het monument de kleuren wit en grijs. Maar 16 jaar later vond de aannemer de originele kleuren terug. Na een maandenlange verbouwing in 2017 kreeg het Tryater gebouw weer die kleuren: groen, geel en rood.
In 2019 werd ook het interieur aangepakt. De nieuwe foyer, flexwerkplekken, toiletten en vergaderruimte kregen allemaal een moderne en industriële look.

## Tryater Jong
Tryater Jong produceert onder artistieke leiding van Karlijn Kistemaker jaarlijks voorstellingen voor primair en voortgezet onderwijs. Het doel is om ervoor te zorgen dat elk kind in Friesland minstens één keer tijdens zijn/haar schoolcarrière een Tryater-voorstelling bijwoont. De voorstellingen voor het primair onderwijs worden zowel in het Nederlands als het Fries gespeeld. De voorstellingen voor het voortgezet onderwijs worden meertalig opgevoerd.
In samenwerking met Het Houten Huis en PeerGrouP speelt Tryater ook in de rest van Noord-Nederland. Daarnaast zijn de voorstellingen openbaar te bekijken tijdens (jeugd)festivals in Nederland.

## Educatie
Tryater beschikt over een vaste educatie-afdeling. Zij ondersteunen de schoolvoorstellingen o.a. door het ontwikkelen van bijpassend lesmateriaal en het aanbieden van educatieve activiteiten. Daarbij ligt de nadruk op proefondervindelijk werken, zoals tekenen, spelen of kleien. Naast educatie rondom voorstellingen biedt Tryater workshops aan voor zowel volwassenen als kinderen.

## Talentontwikkeling
Om een bijdrage te kunnen leveren aan een vitaal en duurzaam cultureel klimaat in Friesland en de noordelijke regio’s heeft Tryater een talentontwikkelingsbeleid opgesteld.
Zo gaat Tryater op zoek naar meertalig, interdisciplinair talent dat de potentie heeft om door te groeien. Dit doet ze o.a. via Tryater Jong: haar eigen interne opleiding voor negen jonge spelers van noordelijke theateropleidingen. Zij volgen gedurende twee seizoenen een gezamenlijk lestraject bij Tryater en spelen vervolgens mee in voorstellingen. Hiervoor werkt Tryater samen met docenten van ArtEZ, HKU, AHK en Toneelacademie Maastricht.
Ook via het gezamenlijke talentontwikkelingsprogramma Station Noord scout, introduceert en begeleidt Tryater nieuwe makers.
Daarnaast ondersteunt en stimuleert Tryater Friese en/of meertalige toneelschrijvers door schrijfopdrachten te verstrekken, neemt ze per jaar ongeveer 12 stagiaires aan die betrokken worden bij de verschillende afdelingen van Tryater en is ze spil in het netwerk van jonge creatieven in Friesland.

## Artistiek leiders
Cees Stam (1975), Pyt van der Zee (1976 - 1980), Thom van der Goot (1980 - 1985), Guido Wevers (1985 - 1990), Peter te Nuyl (1990 - 1993), Jos Thie (1994 - 2003), Hans Man in’t Veld (2003-2007), Ira Judkovskaja (2008 - 2020), Tatiana Pratley (2020 - heden)

## Producties
- Abe! (1995)
- Hamlet (1996)
- Matilda (1996)
- Twa (1996)
- Pak ‘m Stanzi (1997)
- Dea fan in hannelsreizger (1998)
- Lastig portret (1998)
- Geweld...nee! (1999)
- Peer Gynt (1999)
- Orfeo Aqua (coproductie, 2000)
- Ronja de Rôversdochter (2000)
- In kening fan neat (2001)
- Medea (2001)
- Wát in teater! (2001)
- Baarderlân (2002)
- De ynbylde sike (2002)
- Salted (2002)
- Walther P5 (2002)
- Zijn vrouw (2002)
- Ach en Wee-state 13 (2003)
- Blessuretiid (2003)

Abe! (1995)

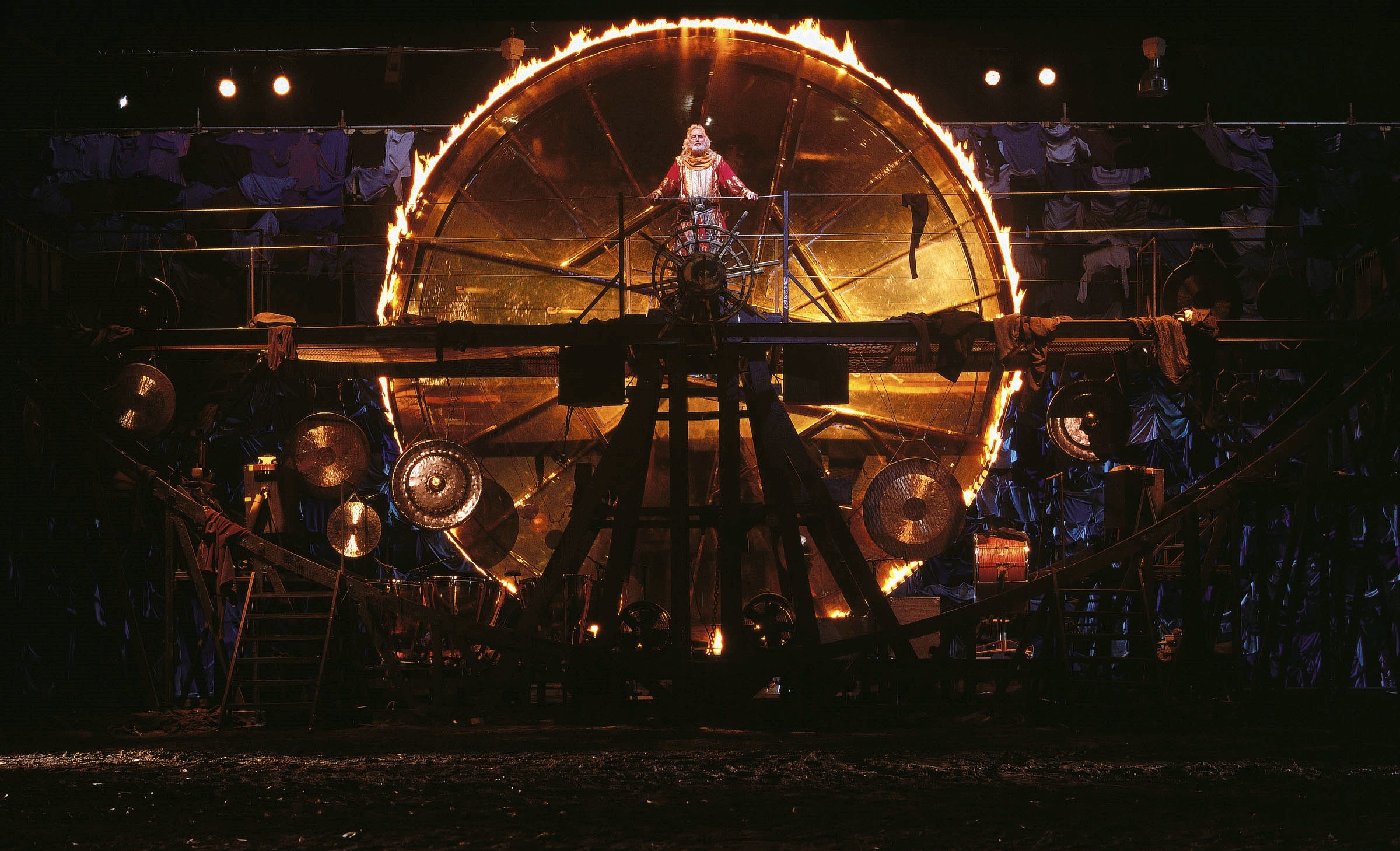
Kening Lear (2003)

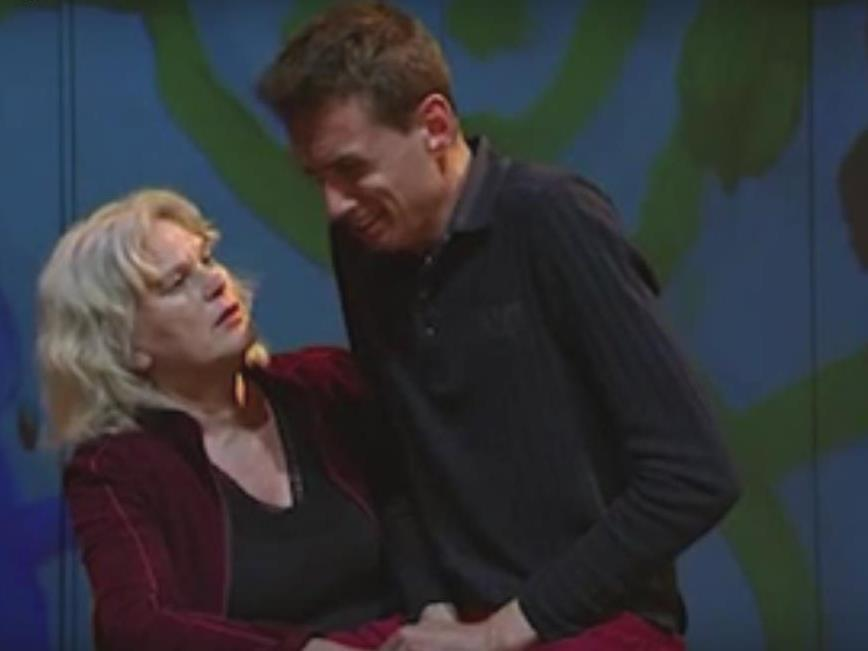
Rake Klappen, 2013(Marijke Geertsma & Theun Plantinga)

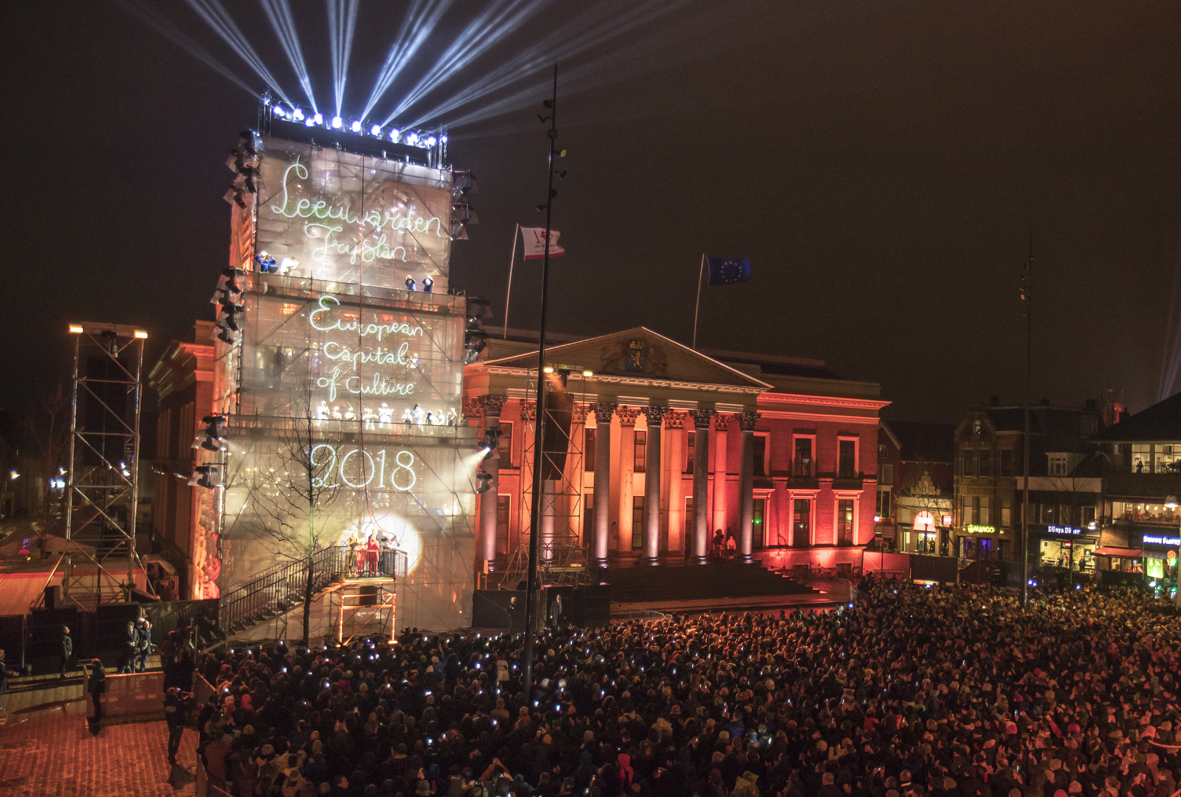
Opening Culturele Hoofdstad, 2018 (Foto: Erik Jan Koopmans)

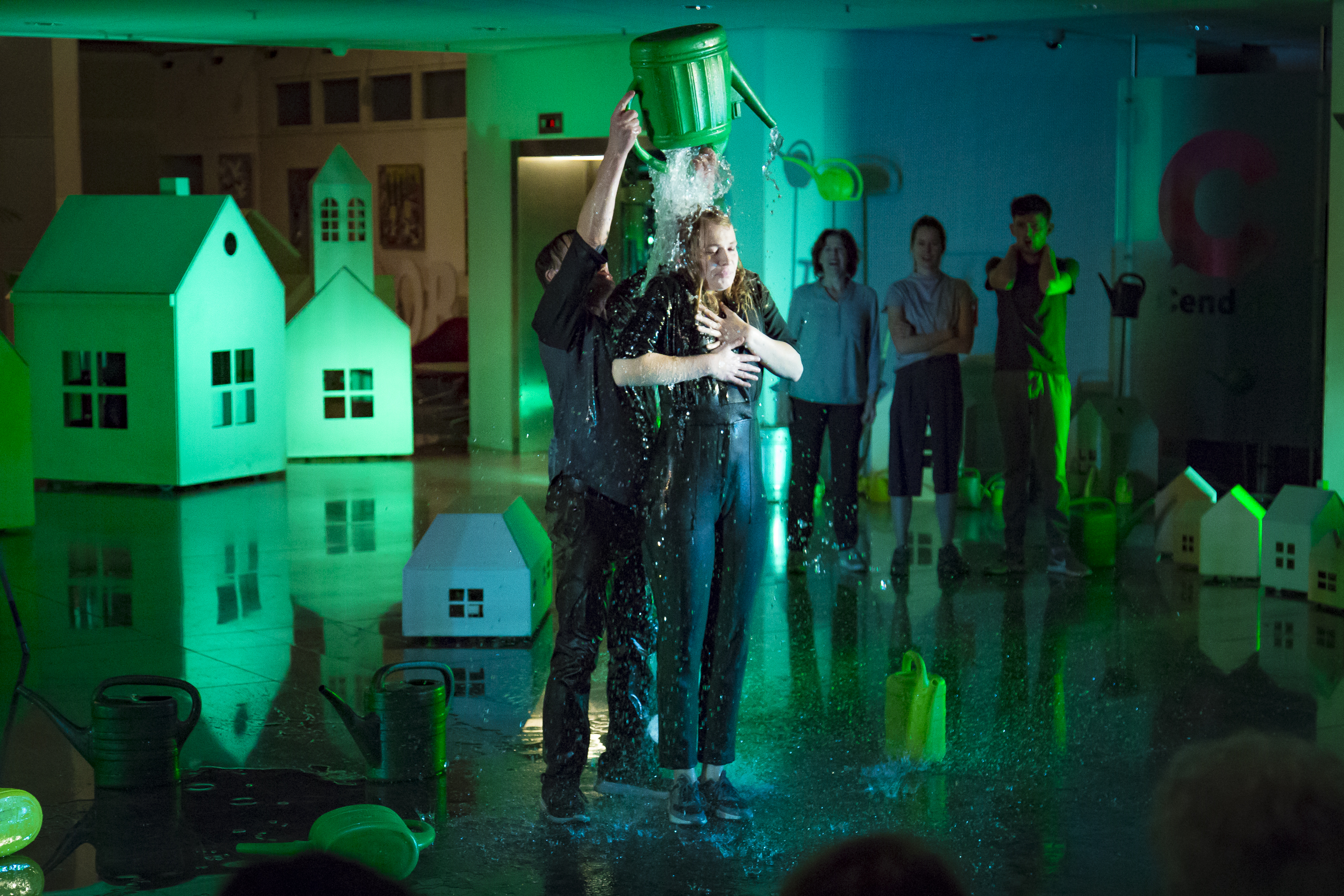
Doarp Europa, 2018 (Foto: Daniël Schönwille)

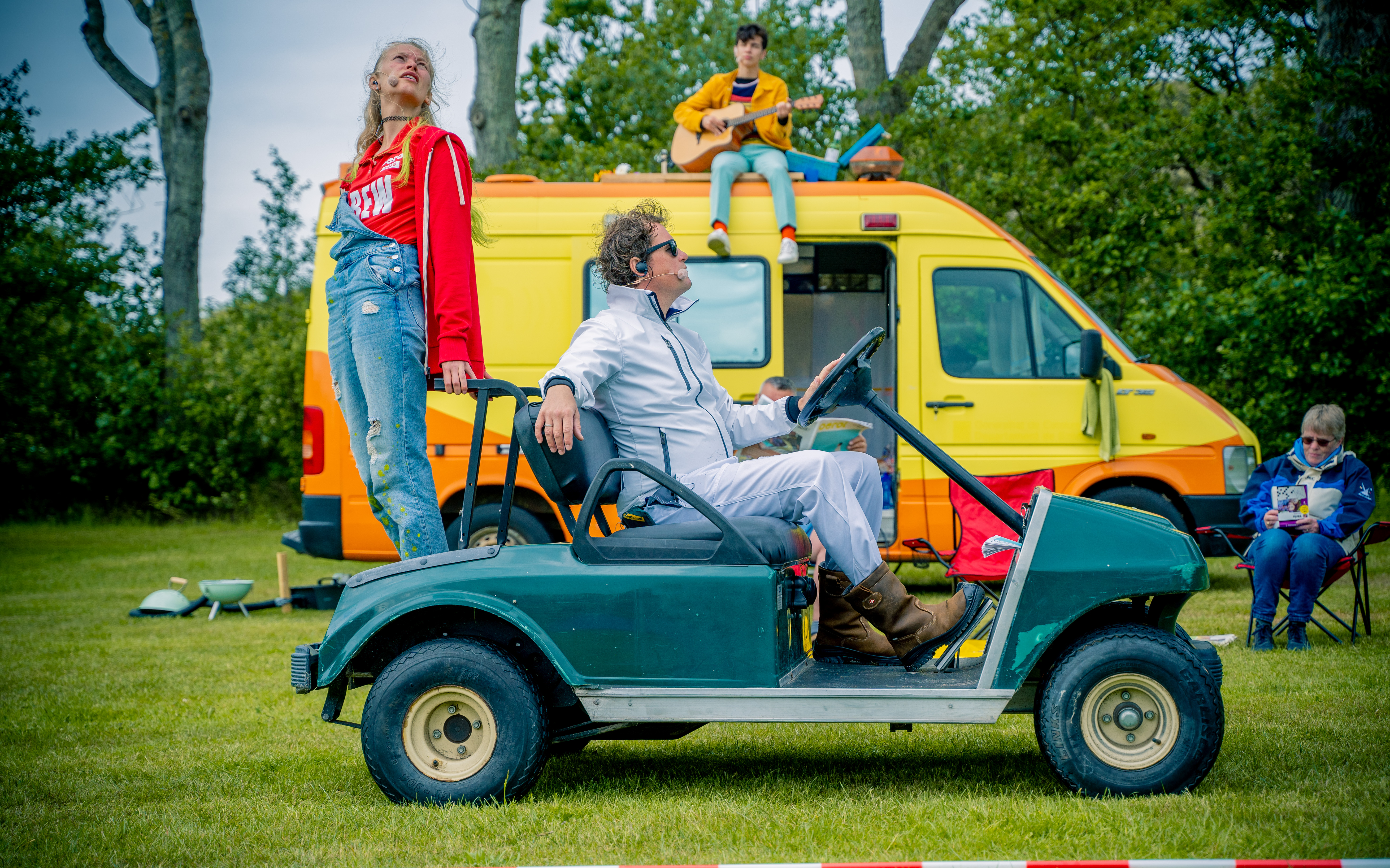
Part-Time Paradise, 2019 (Foto: Bas de Brouwer)

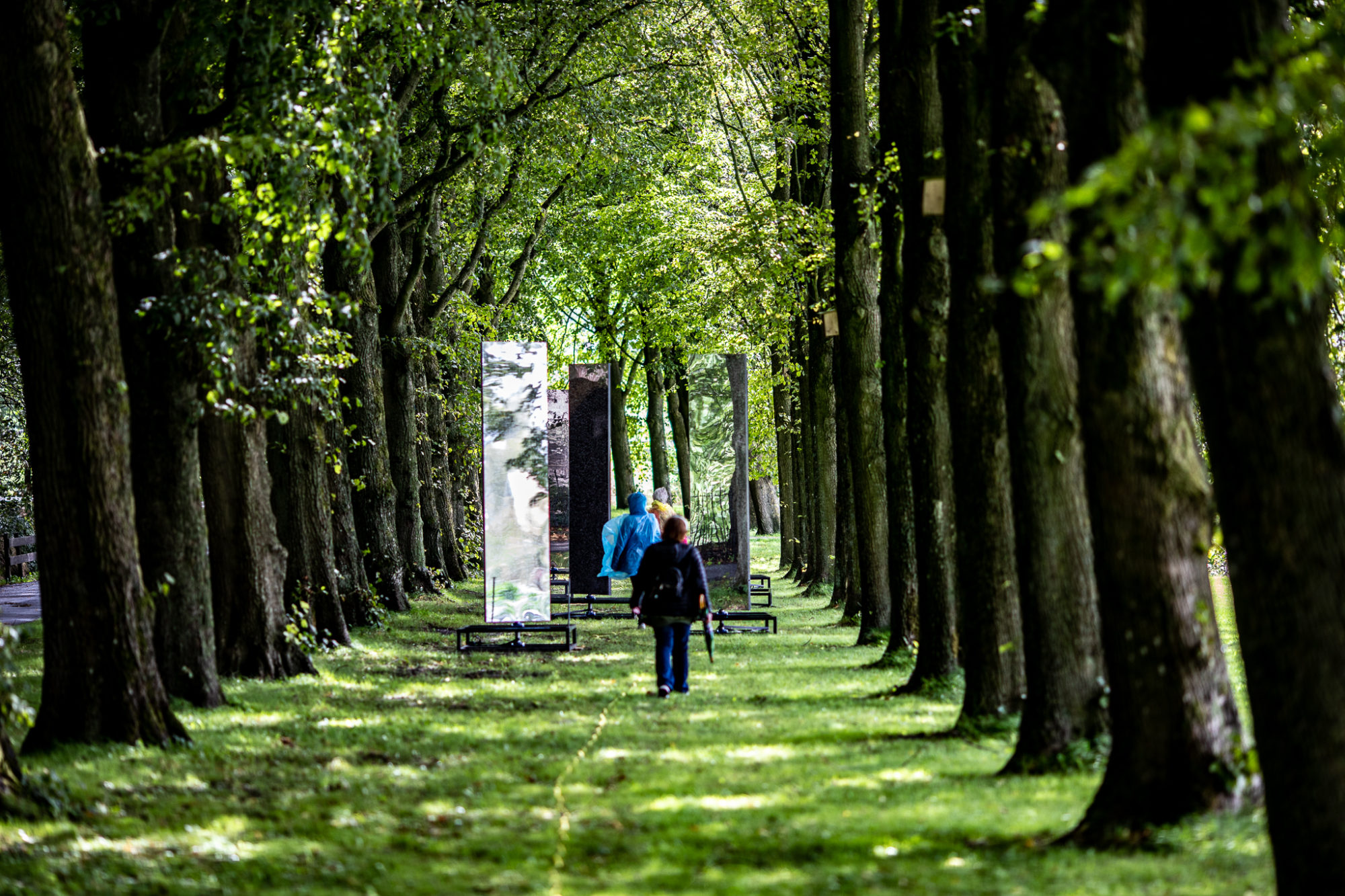
It Gelok fan Fryslân, 2020 (Foto: Lucas Kemper)

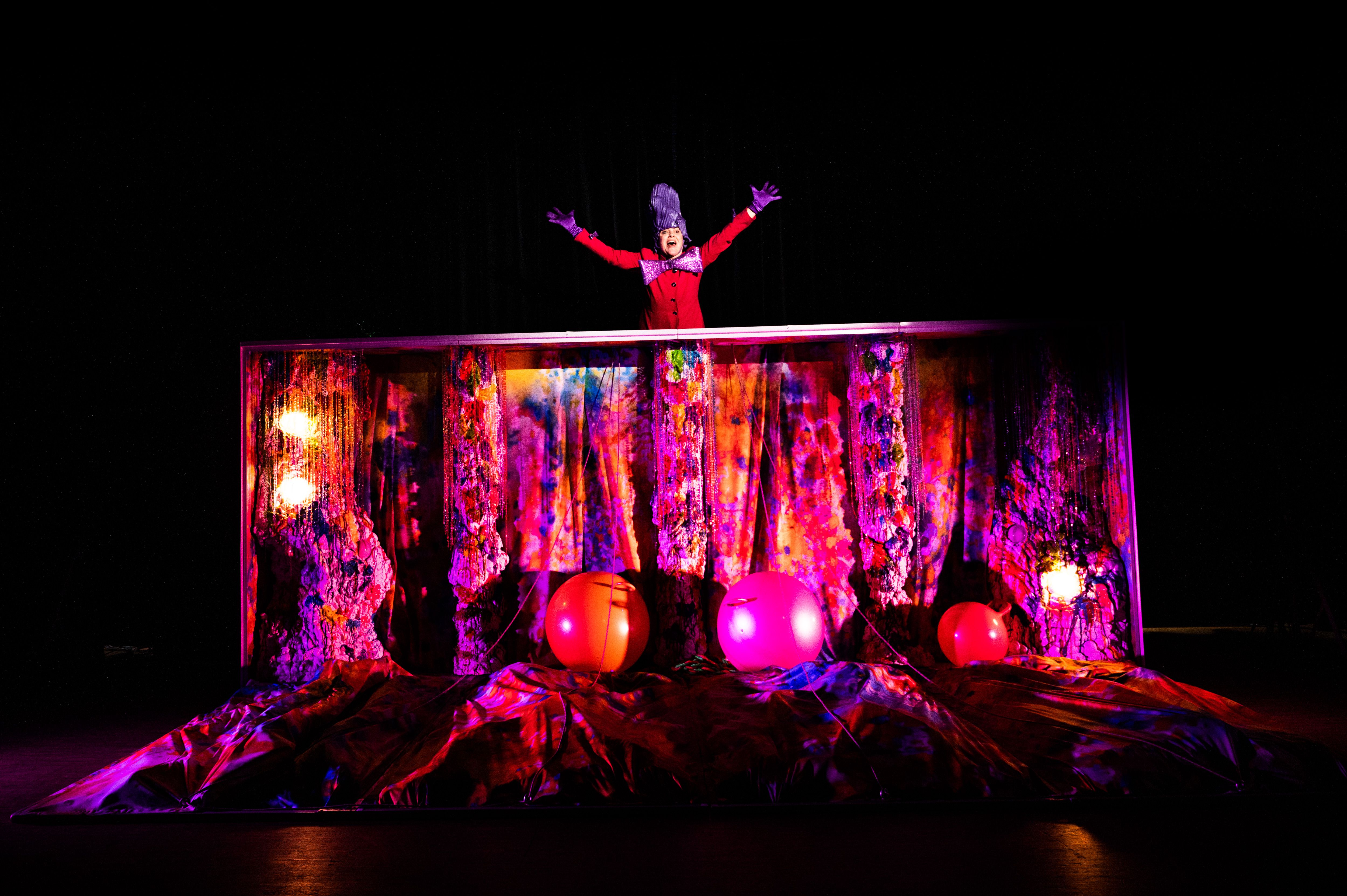
Sûkerswiet, 2021 (Foto: Niels Knelis Meijer)

- It Mirakel fan Hansje Brinker (2003)
- Kening Lear (2003)
- Leave jonge (2003)
- Sin fan it libben (2003)
- Sielesâlt (2003)
- Ald Papier (2004)
- Fan Rein de Foks (2004)
- Monaco (2003)
- In milkshake foar God (2004)
- It hûs moat leech (2004)
- Rolling Home (2004)
- Yerma (2004)
- Blowing (2005)
- De op en delgong fan Lytse Fûgel (2005)
- Hoop&Loos (2005)
- It eksperiment fan de hear Borgers (2005)
- Rude (2005)
- De Heeren van het Veen (coproductie, 2006)
- Gasten (2006)
- It húske dat ferhuze (2006)
- Lette ropping (2006)
- Liuwehert (2006)
- Op syk nei Mohammed (2006)
- Abiku (2007)
- Arendz’ Arends (2007)
- Clash! (2007)
- Discopigs (2007)
- It perfekte byld (2007)
- Polaroid (2007)
- Rake klappen (2007)
- Trije Susters (2007)
- Brân! Brân! of De heuvels fan doe (2008)
- Eintsje Libben (2008)
- Gleone Gloede (2008)
- Uh...wurd socht (2008)
- Zelle (2008)
- 11Stêdetocht (2008)
- De Striid om de Sulveren Bal (2009)
- Dreamlab (2009)
- Fan de stêd en it libben (2009)
- En ik dan? (2009)
- Diplodocus Deks (2009)
- Dixi (2010)
- Master en Margarita (2010)
- MOOF (2010)
- De presidintes (2011)
- Down South (2011)
- Drang (2011)
- Macbeth (2011)
- Stelk staaltsje (2011)
- Tomke siket om’e kluts (2011)
- Fabelkracht (2012)
- It geheim fan ‘e kânselier (2012)
- Omke Wanja (2012)
- Subtext (2012)
- Stamppot Schmidt (2012)
- Hjir (2012)
- Fan de stêd en it libben (2013)
- Heimwee nei Hurdegaryp (2013)
- Het feest van Karel Ketelaar (2013)
- In moaie jûn (2013)
- Rake Klappen (2013)
- Ontsnapping naar de Oost (2013)
- De Ijsvorstin (2014)
- In leafde (2014)
- Never Walk Alone (2014)
- Brekber (2015)
- Grûn (2015)
- Holes (2015)
- Thuisfront (2015)
- In moaje jûn (2016)
- Mama Gazoline (2016)
- Eén dag uit het knisperende leven van een plastic zakje (2017)
- Iedereen is een prutser (2017)
- Skûmbek (2017)
- Wa oerlibbet de skries? (2017)
- Wat jo wolle (2017)
- Doarp Europa (2018)
- Karawane (2018)
- Nonférence (2018)
- Opening Culturele Hoofdstad 2018 (2018)
- Parsifall (2018)
- Wereldburgers van de Voorstreek (2018)
- Duik in het diepe: het échte verhaal van Kapitein Pearl (2019)
- Karlsson fan it dak (2019)
- Part-time paradise (2019)
- Raze om protters (2019)
- Rûntsje Hûntsje (2019)
- Trouwerijen en rjochtsaken ensf. (2019)
- Breidzje (2020)
- Dit wie it war wer (2020)
- It gelok fan Fryslân (2020)
- Trije Susters (2020)
- Kamaloka (2020)
- 1000&1 nacht (2020)
- Jonges (2021)
- Nacht (2021)
- Sûkerswiet (2021)
- Romte (2022)